# Cyclisme artistique

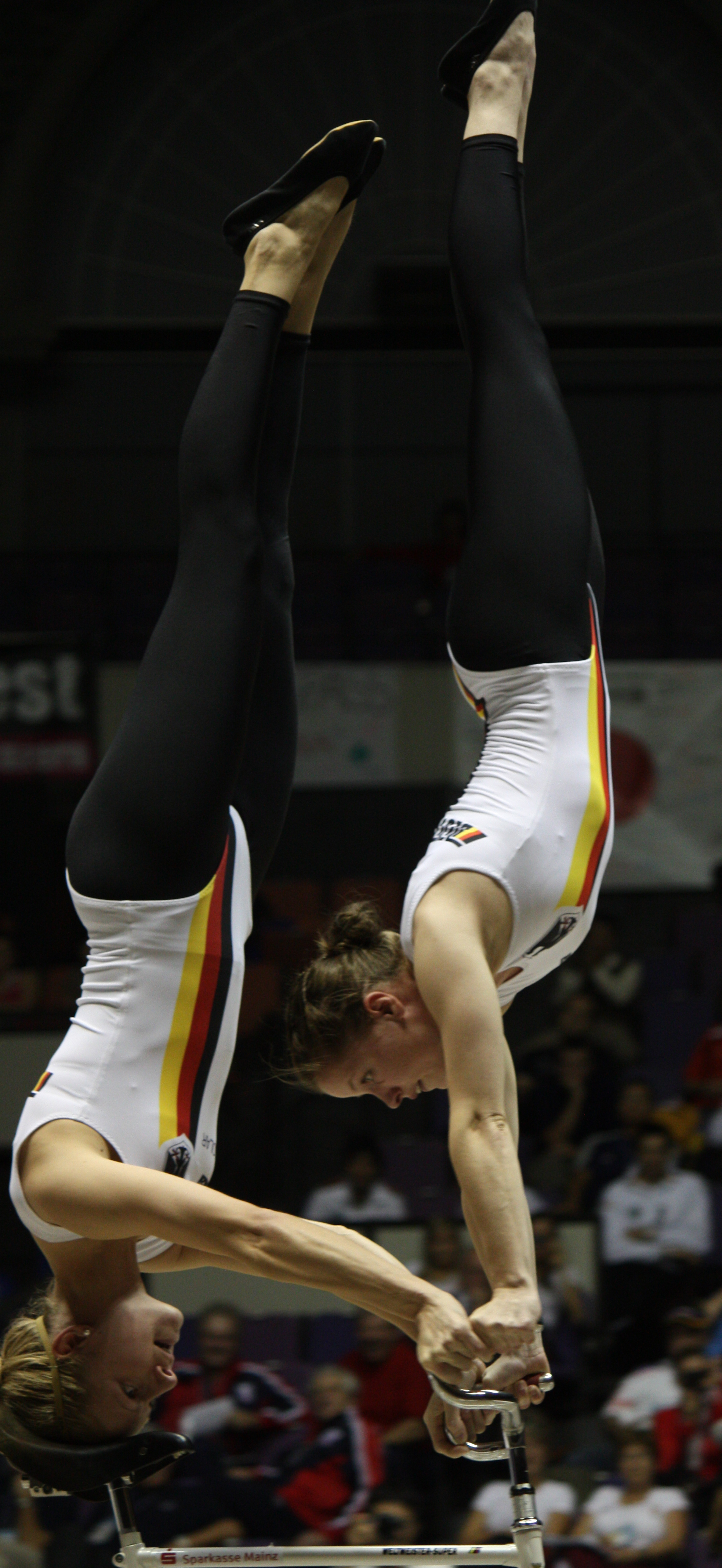
Katrin Schultheis et Sandra Sprinkmeier aux championnats du monde de cyclisme en salle, Kagoshima (Japon), 2011.

Le cyclisme artistique est un sport en salle consistant à faire des figures sur un vélo. C'est l'une des deux disciplines que l'Union cycliste internationale regroupe au sein du cyclisme en salle, dont elle organise les championnats du monde.
C’est l’exécution de mouvements et d’exercices gymniques, de sauts et de passages sur une bicyclette adaptée, en roulant sur deux roues ou sur la roue arrière en position de marche avant, de marche arrière, ou en position envers. Il existe plusieurs spécialités : l'individuel, le duo (filles, garçons et mixte) et le quadrille (à 4).
Ivan Do-Duc est un des rares « cyclistes artistiques » à intégrer le cirque du soleil (pour la nouvelle formule de Saltimbanco en aréna) ; il fut aussi le premier athlète au Monde à réaliser un salto en partant d'un vélo en mouvement, le 26 novembre 2006 aux championnats du monde à Chemnitz en Allemagne. La fédération française de cyclisme intègre le cyclisme artistique au sein de ses différentes pratiques.